# Корнеев (Черниговская область)
Корнеев (укр. Корніїв) — село в Козелецком районе Черниговской области Украины. Население 123 человека. Занимает площадь 0,575 км².
Код КОАТУУ: 7422081503. Почтовый индекс: 17082. Телефонный код: +380 4646.

## Власть
Орган местного самоуправления — Бригинцовский сельский совет. Почтовый адрес: 17082, Черниговская обл., Козелецкий р-н, с. Бригинцы, ул. Ленина, 24а.